# Constitució de Kiribati
La Constitució de Kiribati és la llei suprema de Kiribati, que es va implementar el 1979. La constitució va ser posteriorment modificada els anys 1995, 2016 i 2018. La constitució va establir els principis de la Declaració de Drets i la protecció dels Drets i Llibertats Fonamentals de l'individu.

## Història
El 1977, John Hilary Smith, governador britànic de les Illes Gilbert, va reunir una Convenció Constitucional de 150 membres.
La independència de Kiribati va ser concedida pel Regne Unit com a resultat de l'Ordre d'Independència de Kiribati de 1979 (Regne Unit). La República de Kiribati es va convertir en una república constitucional independent com a estat sobirà i democràtic, i en el 41è membre de la Commonwealth de Nacions el 12 de juliol de 1979. La independència del país va conduir a la creació de la Constitució de Kiribati i diversos altres documents legals menors el mateix any.

## Estructura
La Constitució està dividida en 10 capítols i 2 annexos.